# ريمون مولي
ريمون مولي (بالإنجليزية: Raymond Moley)‏ (و. 1886 – 1975 م) هو صحفي، وبروفيسور (أستاذ جامعي) من الولايات المتحدة الأمريكية ولد في بيريا، أوهايو.
وهو عضو في الحزب الجمهوري .

## التعليم
تعلم في جامعة كولومبيا، وكلية أوبرلين.

## روابط خارجية
- ريمون مولي على موقع الموسوعة البريطانية (الإنجليزية)